# Oleksandr Medvedko
Oleksandr Medvedko (en ukrainien : Медведько Олександр Іванович, né le 25 juillet 1955 à Yakymivka, actuel raïon de Melitopol) est un homme politique et juriste ukrainien.

## Biographie
Il a été le huitième puis le dixième procureur général d'Ukraine.